# Post SV Görlitz
Der Postsportverein Görlitz e. V. wurde am 20. Februar 1949 als BSG Post Görlitz in Görlitz, Sachsen, gegründet.

## Geschichte
Die BSG Post Görlitz war im Fußball, Tischtennis und Schach aktiv. Im Tischtennis spielte der Verein in der zweithöchsten Spielklasse der DDR. Die Kegelabteilung wurde 1951 gegründet. In den 1950er Jahren folgten ebenso die Schwimm- und Wanderabteilung. Später kam die Gymnastikabteilung hinzu. Mit dem Ende der DDR entstand aus der „BSG Post Görlitz“ der „Postsportverein Görlitz e. V.“. Radsport und Volleyball wurden anschließend in das Sportprogramm des Vereins aufgenommen. Der Verein ist heute der mitgliederstärkste Sportclub der Stadt Görlitz.
Hockey wird seit Januar 1979 bei Post angeboten. Die Tradition dieser Abteilung reicht dabei bis zur Gründung am 30. Mai 1920 beim „STC 06“ zurück, dessen Hockeyspieler sich 1933 mit dem 1923 gegründeten „Görlitzer HC“ zum „SC Rot-Weiß Görlitz“ zusammenschlossen. Der auf dem Schenkendorffplatz östlich der Neiße beheimatete SC Rot-Weiß konnte mehrmals die schlesische Meisterschaft erringen. Ebenso gab es eine Hockeyabteilung beim „ATV“. Zu DDR-Zeiten war bis 1979 zunächst ab 1946 Energie Görlitz, mit Trägerwechsel 1950 Motor Görlitz, die Heimat der Hockeyenthusiasten.

## Sportarten
Der Post SV Görlitz ist heute in den Bereichen Schwimmen, Wandern, Tischtennis, Hockey, Radsport, Fußball, Gymnastik, Kegeln, Turnen und Volleyball aktiv. Der Verein organisiert den seit 1920 (ab 1975 ununterbrochen außer 2002) stattfindenden Wettkampf „Rund um die Landeskrone“.